# العمق (محافظة المهد)
العمق، وتعرف أيضاً بأسم "عمق الشّطر" قرية ومركز إداري في محافظة المهد، والتابعة لمنطقة المدينة المنورة في السعودية. تقع في جنوب شرق المدينة المنورة، وتبعد عنها بمسافة تقارب (156) كيلو متر، وعن مهد الذهب بمسافة تقارب (51) كيلو متر.
رئيس المركز : أ. محمد بن فيحان بن درويش

## مركز العمق
مركز العمق: هو من مراكز فئة (أ)
الموقع يقع المركز في الجزء الشمالي من محافظة المهد .
المساحةتبلغ مساحته (3,023كم2)، وتمثل 12,35% من مساحة المحافظة، ويأتي في المرتبة الثانية.
السكانيبلغ عدد سكانه (3,666) نسمة، ويأتي في المرتبة الخامسة..
بعد المركز عن المحافظةيقع المركز على بعد (51كم) من المحافظة، والطريق المؤدي إليها معبد، ويعتبر المركز في المرتبة الثانية من حيث القرب من مقر المحافظة.